# 宇都宮東警察署
宇都宮東警察署（うつのみやひがしけいさつしょ）は、栃木県警察が管轄する警察署の一つである。署員は約250人で、栃木県内最大の警察署である。
2022年に、老朽化のため栃木県宇都宮市今泉町から中今泉三丁目の新庁舎へ移転した。

## 管轄区域
- 宇都宮市東部と旧河内町地区、旧上河内町地区[2]。

## 庁舎
庁舎は鉄筋コンクリート構造4階建てで、延床面積は6,809.19 m2である。内装には大谷石やスギ材など栃木県産材を使用している。1階は運転免許証の更新、遺失拾得物や車庫証明の届出などの市民向け窓口、2 - 3階は刑事第一課、生活安全課、交通捜査課などがある。
- 所在地：栃木県宇都宮市中今泉3丁目5番63
  - 宇都宮市立東図書館の南隣に位置する[1]。
- 設計：AIS総合設計[3]
- 工事監理：とちぎ建設技術センター[3]
- 建築施工：中村・増渕・渡辺JV[3]

## 沿革

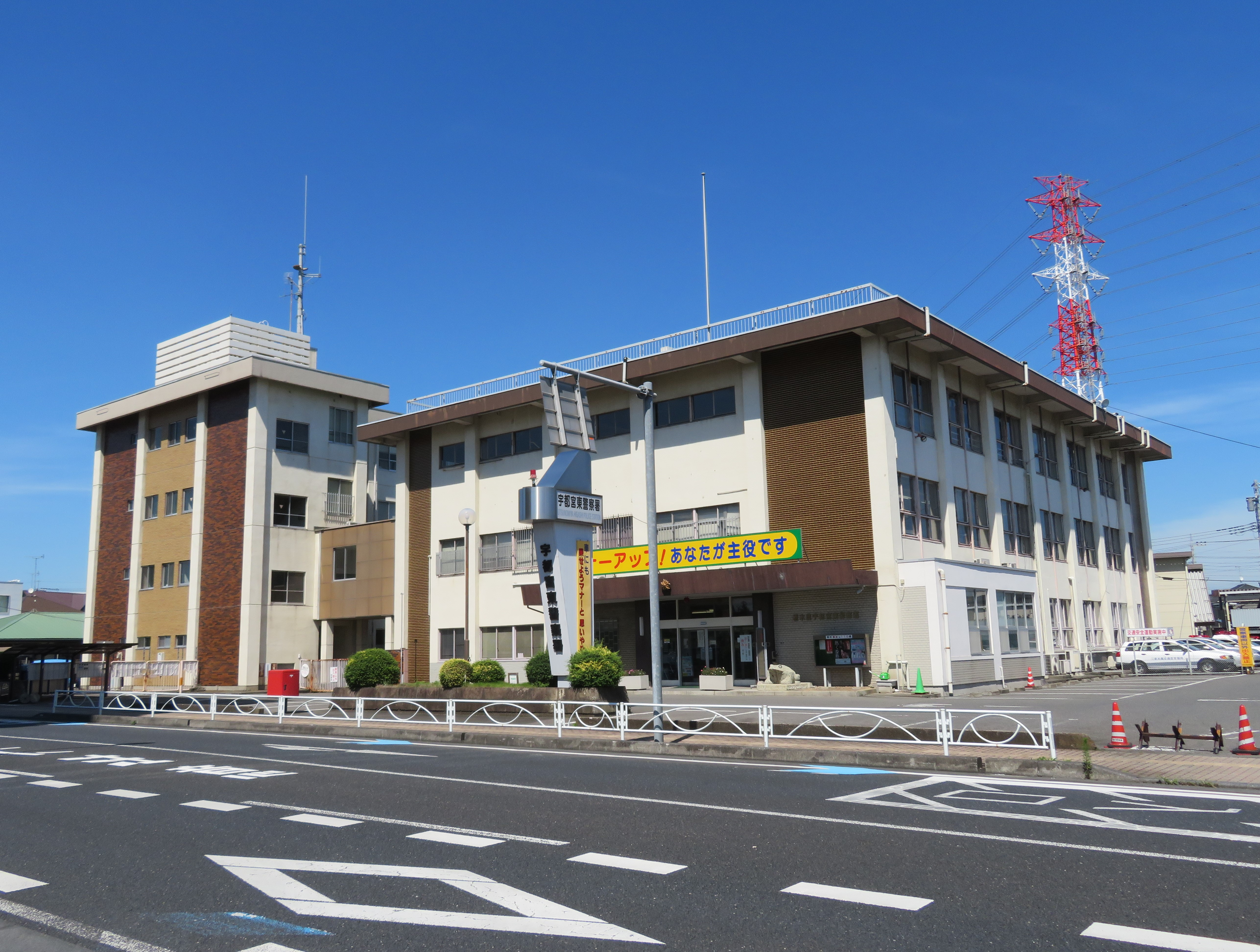
旧庁舎（1981-2022）

- 1968年（昭和43年） - 宇都宮警察署から分離独立し開署。
- 1981年（昭和56年） - 宇都宮市今泉町2996番地の2に移転新築。
- 2019年（令和元年）7月2日 - 新庁舎の建設を開始[3]。
- 2021年（令和3年）8月31日 - 新庁舎が完成[3]。
- 2022年（令和4年）
  - 2月14日 - 中今泉三丁目の庁舎に移転[1][3]。
  - 3月28日 - 泉が丘交番と平出町駐在所を統合し、平出町駐在所の敷地に平出町交番を新設し同日より業務開始[4]。

## 交番
- 宇都宮駅交番 - 宇都宮市川向町1番23号
- 宇都宮駅東交番 - 宇都宮市宮みらい2番1号
- 平松町交番 - 宇都宮市城東2丁目27番18号
- 平出町交番 - 宇都宮市平出町376番地4
- 石井町交番 - 宇都宮市石井町2804番地
- 御幸交番 - 宇都宮市平出工業団地10番地1
- 岡本交番 - 宇都宮市下岡本町2160番地
- 清原交番（清原台、鐺山町、道場宿町の3駐在所を統合し設置） - 宇都宮市ゆいの杜1丁目5番66号
- 豊郷交番（今泉町交番、下川俣町、関堀町の2駐在所を統合し設置） - 宇都宮市竹林町400番地1

## 駐在所
- 白沢駐在所 - 宇都宮市白沢町1876番地1
- 田原駐在所 - 宇都宮市下田原町1697番地4
- 上河内駐在所（中里、下小倉の2駐在所を統合し設置） - 宇都宮市中里町173番地1